# Adam Sariusz Stokowski
Adam Sariusz Stokowski herbu Jelita (zm. przed 3 września 1783) – chorąży brzeziński w latach 1763–1779, stolnik inowłodzki w latach 1757–1763, sędzia kapturowy województwa łęczyckiego w 1764 roku.
W 1764 roku był elektorem Stanisława Augusta Poniatowskiego z województwa łęczyckiego.